# Orquestra Estatal de Baden
A Orquestra Estatal de Baden é uma orquestra sinfônica baseada em Karlsruhe, Alemanha. A orquestra é afiliada com o Teatro Estatal de Baden. A história da orquestra começa a ser escrita em 1662. Os primeiros maestros da orquestra incluem: Giuseppe Beniventi (1712-1718), Casimir Schweizelsberger, Johann Philipp Käfer e Johann Melchior Molter, que conduziu a orquestra por quarenta anos.
Em 1733 a orquestra foi dissolvida durante conflitos com a Polônia. Após a orquestra ser restabelecida, Molter voltou a comandar a orquestra em 1743, servindo até 1765. Após a morte de Molter, Giacinto Sciatti tornou-se o maestro da corte, permanecendo até 1777, o ano de sua morte. Posteriormente o violinista e compositor Johann Evangelist Brandl tornou-se o diretor da orquestra.

## Maestros
- Michael Balling (1904-1907)
- Georg Göhler (1907-1909)
- Leopold Reichwein (1909-1913)
- Fritz Cortolezis (1913-1925)
- Josef Krips (1926-1933)
- Klaus Nettstraetter (1933-1935)
- Joseph Keilberth (1935-1940)
- Otto Matzerath (1940-1955)
- Alexander Krannhals (1955-1961)
- Arthur Grüber (1962-1976)
- Christof Perick (1977-1985)
- José Maria Collado (1985-1987)
- Günther Neuhold (1989-1995)
- Kazushi Ono (1996-2002)
- Anthony Bramall (2002-2008)
- Justin Brown (2008-presente)